# Euxoa kuruschensis
Euxoa kuruschensis är en fjärilsart som beskrevs av Charles Boursin 1940. Euxoa kuruschensis ingår i släktet Euxoa och familjen nattflyn. Inga underarter finns listade i Catalogue of Life.